# Danzas argentinas
Danzas Argentinas, Op. 2, es un conjunto de tres danzas para piano escrito en 1937 por Alberto Ginastera, uno de los compositores latinoamericanos mas influyentes del siglo XX. Fue escrito mientras aún estudiaba en el Conservatorio Nacional y fue su primera composición publicada.  Es una de sus obras mas conocidas e interpretada por pianistas, tales como Martha Argerich, Barbara Nissman y  Santiago Rodriguez. Ginastera compuso las danzas basándose en "patrones melódicos y rítmicos similares a esos encontrados en la música folclórica de mi tierra nativa"

## Danza del viejo boyero, Op. 2 no. 1
La primera pieza, Danza del viejo boyero, esta marcada como animato e allegro, utiliza el ritmo criollo del malambo y tiene una estructura rondó. Inmediatamente suena extraño, ya que esta compuesta de manera bitonal, o sea, con dos modos; con la mano derecha en Do mayor y la izquierda en Re mayor. El compás en 6
8 y uso de sesquiáltera son característicos del malambo. Aún con la inevitable cacofonía de ese arreglo musical, Ginastera logra encuadrar una simple y simpática melodía a través de la utilización del ritmo y texturas. La pieza termina con un acorde (Mi - La - Re - Sol - Si - Mi), las notas de las cuerdas al aire de la guitarra. Siendo tal su influencia criolla, y tal su nacionalismo, este era uno de los acordes favoritos de Ginastera. 

## Danza de la moza donosa, Op. 2 no. 2
Danza de la moza donosa, marcada como dolcemente expressivo, es la segunda pieza de la composición. Es un baile delicado compuesto en 6
8 y tiene forma ABA. La tonalidad general de la pieza es La menor; sin embargo, Ginastera señaló que la pieza contiene elementos en el modo mayor y menor, utilizando nuevamente el modo bitonal. La primera sección crea y libera tensión con el uso de inflexiones cromáticas. La segunda sección introduce una nueva melodía, mas firme que la primera. La armonización en esta sección esta basada en intervalos de cuartas y quintas, que le dan a la música un sentimiento de expansividad. Este sonido, que Ginastera usa frecuentemente, refleja la inmensidad de la región pampeana. La sección final vuelve a la melodía del comienzo, pero con una armonización mas abundante gracias a la utilización de terceras. De forma inesperada, la pieza termina con un acorde atonal, en vez de un acorde de la tónica, creando una sensación de incertidumbre en lugar de resolver. 

## Danza del gaucho matrero, Op. 2 no. 3
Con direcciones como furiosamente, violente, mordento y salvaggio, Ginastera no deja dudas sobre la interpretación de esta última pieza. Ginastera hace gran uso de la disonancia, "abriéndola" con un ostinato de 12 tonos y frecuentemente usando segundas menores para armonizar melodías que de otro modo serian consideradas simples. Este brillante malambo contiene una estructura modificada del rondo: ABABCDEABCDE. El material temático alterna entre pasajes cromáticos (Secciones A y B) y pasajes melódicos altamente tonales (C y D). El sonido juvenil de la sección C es logrado armonizando cada melodía con un acorde mayor, aun cuando es totalmente ajeno a la tónica. La sección D, en contraste con las otras, no usa ninguna alteración; acá la actitud juvenil es expresada a través del uso de un ritmo energético y fuerte, fortissimo, y una simple pero majestuosa progresión de acordes. Como es de esperar por la naturaleza provocativa del resto de la pieza, la coda es todo menos sutil: dinámica ffff  y un gran glissando pone fin al baile.